# Anthurium minarum
Anthurium minarum är en kallaväxtart som beskrevs av Sakuragui och Simon Joseph Mayo. Anthurium minarum ingår i släktet Anthurium och familjen kallaväxter. Inga underarter finns listade.